# Винтарі
Винтарі (словен. Vintarji) — поселення в общині Рибниця, регіон Південно-Східна Словенія, Словенія.